# Terzina (metrica)
Una terzina è in poesia una strofa composta da tre versi. 
La terzina è una strofa tipica di componimenti come gli haiku, i sonetti (composti da due quartine e due terzine), le villanelle e la terza rima. Le terzine sono tipiche della poetica di Giovanni Pascoli. La Divina Commedia di Dante è un altro esempio di opera letteraria in terzine.